# ارنود فان در بیسن
ارنود فان در بیسن (انگلیسی: Arnoud van der Biesen; ۲۸ دسامبر ۱۸۹۹ – ۱۷ فوریهٔ ۱۹۶۸) قایقران، و قایقران قایق بادبانی اهل پادشاهی هلند بود.